# Saint-Jean-d'Étreux
Saint-Jean-d'Étreux era una comuna francesa que estaba situada en el departamento de Jura, de la región de Borgoña-Franco Condado que el 1 de enero de 2019 pasó a formar parte de la comuna nueva de Les Trois-Châteaux.

## Historia
En 1822 absorbe la comuna de Cessiat.

## Demografía
| Gráfica de evolución demográfica de Saint-Jean-d'Étreux entre 1800 y 2016 |
|                                                                           |

Los datos demográficos contemplados en este gráfico de la comuna de Saint-Jean-d'Étreux se han cogido de 1800 a 1999 de la página francesa EHESS/Cassini, y los demás datos de la página del INSEE.